# 乡士 (周朝)
乡士是周朝官职，为司寇下属。
据《周礼·秋官司寇第五》记，该官职下设上士八人，中士十六人，旅下士三十二人，府六人，史十二人，胥十二人，徒百二十人。
乡士掌一国之中百姓之间的纠纷、诉讼。每十天入朝述职一次。三公如果要出行，乡士则为其开道。